# ACCO Brands
ACCO Brands Corporation és una empresa multinacional nord-americana i un dels dissenyadors, fabricants i comercialitzadors de productes empresarials, tecnològics, acadèmics i de consum de primera qualitat del món. Va ser creada mitjançant la fusió d'ACCO World, de Fortune Brands, amb General Binding Corporation (GBC).

## Història
El 1903, Fred J. Kline va fundar Clipper Manufacturing Company (un fabricant de clips) a Long Island, Nova York. El 1910, l'empresa es va convertir en American Clip Company i va utilitzar per primera vegada el nom "ACCO" com a inicial, que es va convertir en el nom formal de l'empresa el 1922. Després de moltes adquisicions, ACCO va sortir a borsa el 1983 i va ser adquirida el 1987 per American Brands (més tard Fortune Brands).
En 1990, ACCO va adquirir Hetzel a Alemanya, una empresa que venia productes de papereria. El 1992, es va crear ACCO UK a partir de la integració d'ACCO Europe i Rexel Ltd ACCO UK un dels majors fabricants de productes d'oficina del Regne Unit. El 2005, ACCO es va escindir de Fortune Brands i, mitjançant la fusió amb General Binding Corporation, es va formar ACCO Brands.
El 2012, ACCO Brands va completar un acord de 860 milions de dòlars per combinar-se amb el negoci de productes d'oficina i consum de MeadWestvaco. La transacció va afegir marques com Mead, Five Star, Trapper Keeper, AT-A-GLANCE, Cambridge, Day Runner, Hilroy, Tilibra i Grafons a la línia de productes d'ACCO Brands.
ACCO va adquirir Esselte Group Holdings el 2017.
El març del 2020, l'empresa va sol·licitar una desgravació aranzelària de la Secció 301 per a les seves estacions d'acoblament per a portàtils Kensington, que tenien aranzels del 25% a causa de la guerra comercial entre la Xina i els Estats Units de Trump el 2018. La sol·licitud d?ajuda de la companyia deia que les vendes havien augmentat un 200% i que eren necessàries per als treballadors de la salut.
ACCO va adquirir el fabricant de perifèrics per a videojocs PowerA el 2020.